# Cal Perxer
Cal Perxer és una casa al municipi de Moià (Moianès) inclosa en l'Inventari del Patrimoni Arquitectònic de Catalunya. L'edifici actual és fruit d'una profunda remodelació basada en la conversió d'un grup de cases del que havia estat el centre històric de Moià, en un gran casal, tal com el coneixem avui. Aquesta transformació es va portar a terme a finals del segle xix.
Gran casa d'estructura irregular que s'adapta a la cantonada que formen el carrer de les Joies, el C/Francesc Moragues i el C/del Forn. Els baixos són de gran alçada -subdividits a l'interior amb entresòl-, amb grans portals (deu en total) que donen als carrers corresponents. Part de la primera planta del carrer de les Joies és ocupada per una gran terrassa amb barana de ferro, compartimentada per unes pilastres fetes d'obra, coronades per gerros de pedra artificial. Les dues plantes superiors, no tan altes com els baixos, són retrencajades donant lloc a un joc d'espais, grans balcons donen també a totes les façanes. Enmig del terrat s'alça un pou-cisterna. A la planta baixa totes les cantoneres, la base dels murs i els marcs dels portals són fets amb pedra picada. Part de l'edifici és estucat, simulant pedra.